# Connolly Dam
Connolly Dam är en sjö i Australien. Den ligger i kommunen Southern Downs och delstaten Queensland, omkring 140 kilometer sydväst om delstatshuvudstaden Brisbane. Connolly Dam ligger 538 meter över havet. Arean är 0,46 kvadratkilometer. Den sträcker sig 1,3 kilometer i nord-sydlig riktning, och 0,9 kilometer i öst-västlig riktning.
I omgivningarna runt Connolly Dam växer huvudsakligen savannskog. Runt Connolly Dam är det mycket glesbefolkat, med 2 invånare per kvadratkilometer. Genomsnittlig årsnederbörd är 1 168 millimeter. Den regnigaste månaden är januari, med i genomsnitt 235 mm nederbörd, och den torraste är september, med 32 mm nederbörd.